# Calera y Chozas
Calera y Chozas é um município da Espanha na província de Toledo, comunidade autónoma de Castilla-La Mancha, de área 280 km² com população de 4157 habitantes (2006) e densidade populacional de 14,85 hab./km².

## Demografia
| Variação demográfica do município entre 1991 e 2004 | Variação demográfica do município entre 1991 e 2004 | Variação demográfica do município entre 1991 e 2004 | Variação demográfica do município entre 1991 e 2004 |
| --------------------------------------------------- | --------------------------------------------------- | --------------------------------------------------- | --------------------------------------------------- |
| 1991                                                | 1996                                                | 2001                                                | 2004                                                |
| 3613                                                | 3750                                                | 3807                                                | 3989                                                |